# Ector (Stati Uniti d'America)
Ector è un comune (city) degli Stati Uniti d'America della contea di Fannin nello Stato del Texas. La popolazione era di 695 abitanti al censimento del 2010.

## Geografia fisica
Ector è situata a 33°34′39″N 96°16′20″W (33.577470, -96.272284).
Secondo lo United States Census Bureau, la città ha una superficie totale di 3,04 km², dei quali 3,04 km² di territorio e 0 km² di acque interne (0% del totale).
La Texas State Highway 56 attraversa il centro della città, conducendo ad est 6 miglia (10 km) a Bonham, il capoluogo di contea, e ad ovest a 5,5 miglia (8,9 km) a Savoy.

## Società

### Evoluzione demografica
Secondo il censimento del 2010, la popolazione era di 695 abitanti.

### Etnie e minoranze straniere
Secondo il censimento del 2010, la composizione etnica della città era formata dal 93,38% di bianchi, lo 0,72% di afroamericani, lo 0,86% di nativi americani, l'1,15% di asiatici, lo 0,14% di oceanici, lo 0,72% di altre razze, e il 3,02% di due o più etnie. Ispanici o latinos di qualunque razza erano il 3,74% della popolazione.